# Свирские озёра
Свирские озёра (бел. Свірскія азёры) — группа озёр на северо-западе Белоруссии, в Нарочано-Вилейской низменности, на территории Вилейского и Мядельского районов Минской области. Относятся к бассейну реки Страча (приток Вилии). В Свирскую группу входят следующие озёра (с север на юг):
- Свирьнище (площадь 0,38 км²)
- Глухое
- Свирь (площадь 22,28 км²)
- Вишневское (площадь 9,97 км²)

Озёра расположены в длинной, вытянутой почти на 25 км с северо-запада на юго-восток ложбине в обширном межхолмном понижении. С запада вплотную примыкают высокие (до 25 м) склоны Свирской гряды, пологие восточные склоны представлены отрогами Константиновской гряды. Озеро Вишневское через реку Смолка имеет сток в озеро Свирь, из которого вытекает река Свирица впадающая в Страчу. Озёра Свирьнище и Глухое имеют сток в реку Свирицу через канализированный ручей.
Озёра и окружающая территория входят в национальный парк «Нарочанский».